# Commodore 64
Commodore 64 — домашний компьютер с 64 КБ оперативной памяти. Выпущен на рынок компанией Commodore International. В августе 1982 года компьютер вышел в продажу по цене 595 долларов.
За всё время выпуска Commodore 64 (1982—1994 гг.) было продано более 15 млн компьютеров. Согласно книге рекордов Гиннесса, Commodore 64 стал лидером продаж среди моделей компьютеров.
C64 можно было подключить напрямую к телевизору и играть в игры, так же, как это делалось с игровыми приставками, такими как Atari 2600. По сравнению с другими компьютерами, которые распространялись только через авторизованных дилеров, Commodore также продавался в крупных магазинах и магазинах игрушек.
Для Commodore 64 было создано порядка 10 тыс. различных программ, включая средства разработки, офисные приложения и игры.

## Краткие технические характеристики
Commodore 64 оснащён 8-разрядным процессором MOS 6510 (позднее использовались также MOS 8500 и MOS 8510) c частотой 0,9 или 1,02 МГц.
Оперативная память — 64 КБ. Имеется возможность увеличения объёма памяти картами, устанавливаемыми в специальный слот, куда также устанавливаются картриджи, расширяющие возможности компьютера или превращающие его в какой-либо специализированный компьютер (обычно — в игровую приставку).
Графикой занимается специальный процессор VIC-II. Отображает палитру из 16 оттенков цветов на экране с разрешением 320×200 точек в двухцветном режиме или 160×200 в четырёхцветном. Программируемый знакогенератор позволял отображать также 2- или 4-цветные символы, для текстового режима также поддерживалась вертикальная и горизонтальная плавная прокрутка экрана, широко использовавшаяся в играх. Возможен режим «интерлейс». Демонстрационные программы и игры конца 1980—1990-х годов показали все возможности графической подсистемы, даже такие, о которых и разработчики не подозревали. Также предусмотрено создание и одновременная демонстрация 8- и 4-цветных спрайтов. Используя манипуляции с вертикальной развёрткой (аналог copper в Commodore Amiga), возможно отображение более 8 спрайтов, вывод графики за пределами стандартного разрешения и совмещения разных разрешений на одном экране.
Высокое качество звука обеспечивает спецпроцессор SID. Три голоса, 8 октав на каждый, фильтры, управление огибающей. Commodore 64 является практически полноценным синтезатором (возможно использовать звук SID при помощи эмулятора SID формата VSTi (например, QuadraSID). Только при помощи программных манипуляций возможно добавление 4-го голоса, являющегося аналогом современного цифрового звука (в Commodore 64 — 4 бита). При помощи этого виртуального канала во многих играх добавлялся голос или различные эффекты. Юбилейный выпуск журнала Byte включил SID в двадцатку выдающихся чипов XX века с характеристикой: «Вы можете получить замечательный результат, если поручите инженеру делать то, что он считает правильным».
В комплекте поставлялся либо управляемый компьютером магнитофон, либо дисковод, оснащённый встроенным процессором. Дополнительно подключаются дисководы, принтеры, MIDI-устройства.
Имелись два порта для подключения джойстиков, мышек и прочих устройств (в том числе аналоговых).

## История

### Начало
В январе 1981 года MOS Technology, Inc., дочерняя компания Commodore по разработке интегральных микросхем, начала разработку микросхем обработки графики и звука для следующего поколения игровых приставок. Разработка микросхем, названных MOS Technology VIC-II (процессор обработки графики) и MOS Technology SID (процессор обработки звука), была завершена в ноябре 1981 года.
Под руководством Яси Теракуры из подразделения Commodore Japan началась разработка игровой приставки, использующей новые спецпроцессоры. Для приставки было выбрано название Ultimax (также было и альтернативное название — Commodore MAX Machine). В конечном итоге проект был заброшен после того, как для японского рынка было произведено несколько машин.
В то же самое время, в середине 1981 года, системный программист и разработчик архитектуры компьютера VIC-20 Роберт Рассел и разработчик спецпроцессора SID Роберт Яннес выражали неудовлетворение торговой стратегией Commodore, направленной на дальнейшее развитие линейки Commodore PET, ориентированной на пользователей из деловых кругов. Вместо этого, при поддержке Альберта Карпентера (разработчика VIC-II) и Чарльза Уинтербла (управляющий MOS Technology), они предложили директору-распорядителю Commodore Джеку Трэмиелу по-настоящему недорогую машину, являющуюся продолжением VIC-20. Трэмиел настоял на том, чтобы новый компьютер имел память объёмом 64 КБ в связи с тем, что стоимость памяти на рынке снижалась. Несмотря на то что в то время 64 КБ ОЗУ стоили более 100 долларов США, он знал, что цены на память типа DRAM неуклонно снижаются и к началу развёртывания производства на полную мощность упадут до приемлемого уровня.
Кроме того, Трэмиел также потребовал, чтобы машина была готова к 1982 году. В первую неделю января проходит Consumer Electronics Show. Так как разговор состоялся только в ноябре, то инженеры имели всего два месяца для подготовки к выставке.
Изделию дали кодовое имя VIC-40. Группа разработчиков состояла из Роберта Рассела, Роберта Яннеса и Дэвида Зиембики. Команда работала безостановочно (даже в День благодарения и в Рождество), и к началу выставки были готовы чертежи, прототип и несколько демонстрационных программ.
Новое изделие было переименовано из VIC-40 в C64, чтобы вписаться в существующую линейку ориентированных на деловой сектор изделий, среди которых были P128 и B256, название которых состояло из буквы и объёма памяти.
Демонстрация C64 имела эффект разорвавшейся бомбы. Благодаря тому, что Commodore был владельцем производства полупроводников MOS Technology, себестоимость C64 составляла всего 135 долларов США.

### Победитель в торговой войне
Когда в августе 1982 года Commodore 64 вышел в продажу, ему пришлось вступить в конкуренцию с рядом уже существующих домашних компьютеров. Однако привлекательная цена и продвинутая аппаратная база позволили C64 быстро вытеснить многих из них с рынка домашних ПК. Основными конкурентами C64 в США были Atari 800 и Apple II. Atari 800 был очень похож по архитектуре, но был очень дорог в производстве, что вскоре заставило Atari перенести производство компьютеров в страны Восточной Азии. Также это заставило Atari внести изменения в конструкцию своих машин, в результате чего появилась линейка 600XL/800XL. Устаревший Apple II не мог конкурировать с C64, обладавшим большими возможностями в области графики и звука, но мог расширяться за счёт наличия внутренних слотов, чего не было у C64.
В Великобритании основными конкурентами Commodore 64 были британцы Sinclair ZX Spectrum и Amstrad CPC. Вышедший на рынок несколькими месяцами ранее и имеющий к тому же в два раза меньшую цену «Спектрум» быстро завоевал рынок и стал лидером продаж.
Одним из ключей к успеху C64 была проводившаяся Commodore агрессивная ценовая политика. Машины продавались не только через сеть дилеров, они также стояли на полках во всех подразделениях фирмы, в магазинах уценённых товаров и в магазинах игрушек. Поскольку C64 имел композитный видеовыход, он не требовал подключения к специальному монитору, а мог подключаться к обычному телевизору. Это позволило ему (как и предшественнику — VIC-20) состязаться с видеоприставками, например Atari 2600.
Агрессивная ценовая политика, использованная Commodore для широкого распространения C64, считается основным катализатором краха рынка видеоигр в 1983 году. Тогда Commodore предложила покупателям программу «возврата денег после покупки» (rebate) в размере 100 долларов, если покупатель пришлёт в обмен любую видеоприставку или компьютер. Некоторые дилеры, распространявшие товары по почте, а также розничные магазины, использовали возможности этой программы, предлагая при покупке C64 купить в комплекте Timex Sinclair 1000 менее чем за 10 долларов, чтобы покупатель мог отослать его Commodore, получить скидку и, таким образом, вернуть себе около 90 долларов. Timex Corporation ушла с рынка в течение года. Успех VIC-20 и C64 в значительной степени способствовал также уходу с рынка домашних компьютеров TI-99/4A фирмы Texas Instruments и других конкурентов.

### Наследники C64 и C64C

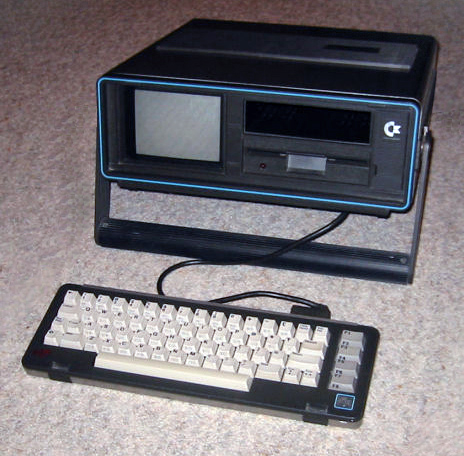
Commodore SX-64

В 1984 году Commodore выпустила SX-64 — портативную версию C64. SX-64 по праву считается первым полноцветным портативным компьютером. Системный блок имел электронно-лучевую трубку, 5-дюймовый экран (127 миллиметров) и встроенный дисковод 1541. Однако из-за того, что его цена существенно превышала цену C64, было продано менее 10 000 машин, и в 1986 году производство SX-64 прекратили.
В 1984 году Commodore выпустила Commodore Plus/4. Хотя многие отраслевые обозреватели считали его попыткой замены C64, на самом деле это была замена VIC-20. Commodore Plus/4 имел многоцветный дисплей, улучшенную реализацию BASIC версии V3.5 и встроенное ПО. Но поскольку он рассматривался как замена VIC-20, а не C64, Commodore совершила то, что многими обозревателями и покупателями было воспринято как большая стратегическая ошибка — компьютер не был совместим с большинством программ, существовавших для C64. К тому же Plus/4 не имел аппаратной поддержки спрайтов и значительно уступал в качестве звука. Это было серьёзное ухудшение характеристик как раз в тех сферах, где C64 имел преимущества перед конкурентами. К тому же, к Plus/4 без специальных переходников нельзя подключать джойстики и магнитофон от C64 (большинство других периферийных устройств для C64, за исключением игровых колес и мышки, то есть мониторы, принтеры и дисководы, совместимо с разъёмами Plus/4), а обещанный скоростной дисковод (C1551) появился в магазинах только через три месяца. Не воспринятая общественностью и не поддержанная производителями, новая машина успеха не имела, что никого не удивило, кроме Commodore; машины лежали на складах, пока всё возрастающая потребность в новых C64 не заставила освободить место под предлогом того, что скоро появятся лучшие компьютеры.
Позднее Plus/4 провалился по результатам продаж в телемагазинах, несмотря на то, что в течение всего следующего года по телевидению показывали двухминутные рекламные ролики. Commodore создала подставную компанию, названую C.O.M.B. Company. И хотя, по имеющимся сведениям, акроним означал «Commodore Overstock Management Bureau» (Отдел по вопросам перепроизводства), чаще это расшифровывалось как «Crawling Out My Butt» (Вылезшее из моей задницы) в связи с тем, что абсолютное большинство компьютеров Plus/4 со складов со всей страны в конечном итоге вернулось обратно в Commodore.
Фирма сделала выводы и не повторила подобных ошибок: следующие модели, продолжившие линию C64 — Commodore 128 и его модификация 128D со встроенным дисководом, выпущенные в 1985 году — были не только полностью совместимы с предшественником, но и имели много давно ожидавшихся нововведений и улучшений (таких, как BASIC с возможностью структурного (процедурного) программирования, поддержкой графики и звука операторами BASIC’а; возможность отображения 80 символов в строке; полная совместимость с ОС CP/M). В действительности BASIC для модели C128 успешно использовался в странах Северной Европы и Скандинавии на машине Commodore B-128 ещё в 1983 году. Кроме Commodore 128 на рынок вышли продвинутые модели и других производителей, поэтому Commodore стала позиционировать C64 как модель начального уровня, снижая при этом цены настолько, насколько считала это необходимым.

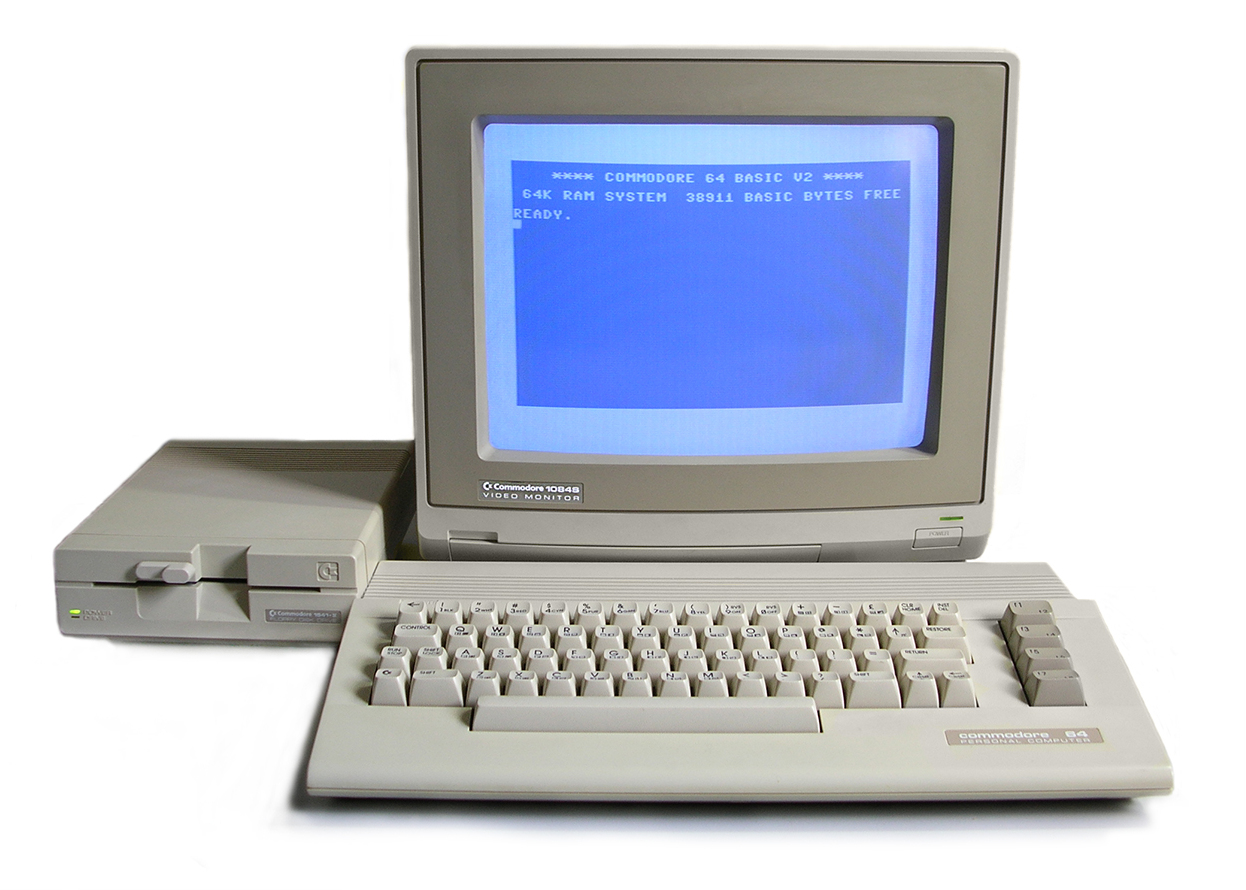
Commodore 64C с дисководом 1541-II и цветным монитором Commodore 1084S (1986)

В 1986 году Commodore выпустила модель Commodore 64C (C64C), функционально идентичную оригиналу, но имеющую более современный внешний вид в духе C128 и других веяний времени. В США C64C часто поставлялся в комплекте с ОС GEOS, имеющей графический пользовательский интерфейс — GUI.

### Демосцена
Основным конкурентом Commodore 64 в области графики и звука были 8-разрядные компьютеры Atari. В то время IBM PC-совместимые машины имели видеокарты, способные выводить только текст на монохромные зелёные мониторы, и примитивный звук, воспроизводимый встроенным низкокачественным динамиком.
Благодаря широким возможностям в области вывода графики и звука Commodore 64 принято считать родоначальником компьютерной субкультуры, известной как демосцена (см. также Демосцена Commodore 64). И на рубеже тысячелетий он (наряду с ZX Spectrum) остаётся основной demo-машиной, особенно в области музыки (его музыкальный спецпроцессор SID используется в специализированных звуковых картах для PC). В остальных направлениях, однако, C64 потерял лидирующие позиции, когда в середине 80-х на сцену вышли 16-битные Atari ST и Commodore Amiga; на C64 остались несгибаемые энтузиасты.
Прошло 20 лет после появления С64, но демосцена не умерла. Продолжают разрабатываться новые игры. Одна из них заслуживает особого внимания — Enhanced Newcomer, находящаяся в разработке уже 10 лет.
Различия между PAL- и NTSC-машинами привели к проблеме совместимости между C64, предназначенными для рынка США и Канады, и предназначенными для других стран. Большинство демок способно работать только на PAL-машинах.

### Аппаратное обеспечение 1990-х и 2000-х годов
В 1990 году на базе C64 была создана игровая приставка Commodore 64 Games System (C64GS). Это была слегка модифицированная материнская плата С64, так, чтобы слот для картриджа располагался сверху — для удобства пользования картриджами. В модифицированном ПЗУ интерпретатор Basic’а заменили загрузочным экраном, предлагающим пользователю вставить картридж. Не стоит и говорить о том, что приставка C64GS была очередной ошибкой Commodore; она даже не вышла за пределы Европы. В 1990—1991 годах был разработан прототип более продвинутого по сравнению с C64 Commodore 65 (также известного как «C64DX»), но в производство он не пошёл.
В 2004 году, после десятилетнего отсутствия на рынке, производитель PC-совместимых ПК Tulip Computers BV (владелец торговой марки Commodore с 1997 года) представил C64 Direct-to-TV (C64DTV), выполненную в виде джойстика телевизионную игровую приставку, в ПЗУ которой зашиты 30 известных игр для C64. Спроектированная инженером-любительницей в области вычислительной техники Джери Элсворт, ранее разработавшей современную инкарнацию Commodore 64 — C-One, C64DTV похожа по концепции на другие мини-приставки, основанные на Atari 2600 и Intellivision и имевшие большой успех в прошлом десятилетии. Изделие рекламировалось через QVC в Соединённых Штатах в течение рождественских каникул 2004 года. Некоторые пользователи могли подключать к приставке дисковод Commodore 1541, жесткие диски, вторые джойстики и клавиатуры, что позволяет приставке приблизиться по функциональности к настоящему C64. Аппаратная база DTV также используется в миниконсоли с одной игрой Hummer, продававшейся в сети розничных магазинов RadioShack в середине 2005 года.
В конце 2019 года компанией Retro Games Ltd выпущен и поступил в продажу в крупные сети электроники компьютер theC64, позволяющий запускать программы для исходного Commodore 64. Особенностями являются возможность подключения по HDMI (720p) и наличие USB портов, в том числе для загрузки программ. Внешний вид компьютера полностью идентичен исходному Commodore 64, производитель заявляет о полной поддержке C64 Basic V2. Цена на момент начала продаж составляла около 100 евро.

## Аппаратное обеспечение

### Графика и звук
Commodore 64 использует восьмиразрядный микропроцессор 6510, разработанный MOS Technology на основе разработанного ранее 6502. Оригинальный процессор был дополнен внутренним 6-битным портом ввода-вывода, который используется в С64 в двух целях: для управления банками памяти и управления фирменным магнитофоном Commodore Datasette. Объём ОЗУ компьютера составляет 64 КБ, из которых 38 КБ выделено для встроенного интерпретатора Commodore BASIC 2.0.
Графический контроллер VIC-II обеспечивает отображение 16 цветов, восьми аппаратных спрайтов, реализует скроллинг и два графических режима. В текстовом режиме длина строки составляет 40 символов, как у большинства моделей серии Commodore PET. Программисты, пишущие компьютерные игры и демо, быстро поняли, как можно использовать VIC-II для получения дополнительных возможностей, например более восьми спрайтов, не только одновременно видимых на экране, но и движущихся.
Микросхема звукового синтезатора SID имеет три канала, генерирующих сигналы разной формы, эффект кольцевой модуляции и программно управляемый аналоговый фильтром. Микросхема была разработана Робертом Яннесом, позднее ставшим соучредителем компании Ensoniq. Яннес скептически относился к синтезаторам звука, применявшимся в компьютерах того времени, считая их «примитивными, сконструированными, по всей видимости, людьми, ничего не смыслящими в музыке». Среди авторов и программистов музыки для игр хорошо известны Роберт Хаббард, Бен Даглиш, Мартин Гэлвей и многие другие.
Микросхема синтезирует характерный звук, у которого много ценителей. В 1999 году шведская компания Elektron разработала синтезатор SidStation на базе SID, использовав для этого оставшиеся запасы микросхем. Этот синтезатор используется некоторыми музыкальными коллективами.

### Версии аппаратного обеспечения

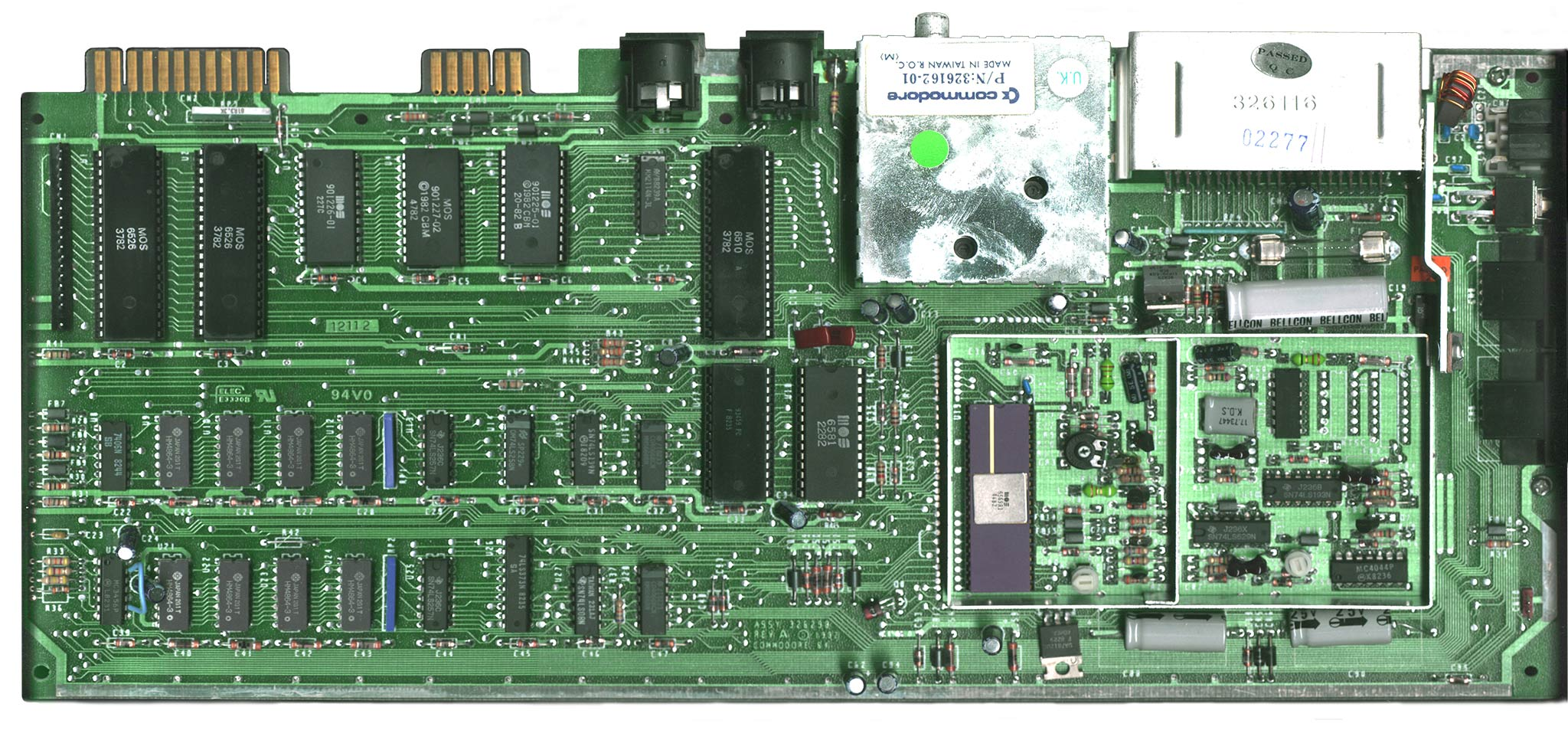
Материнская плата ранних C64. (Rev A PAL 1982)

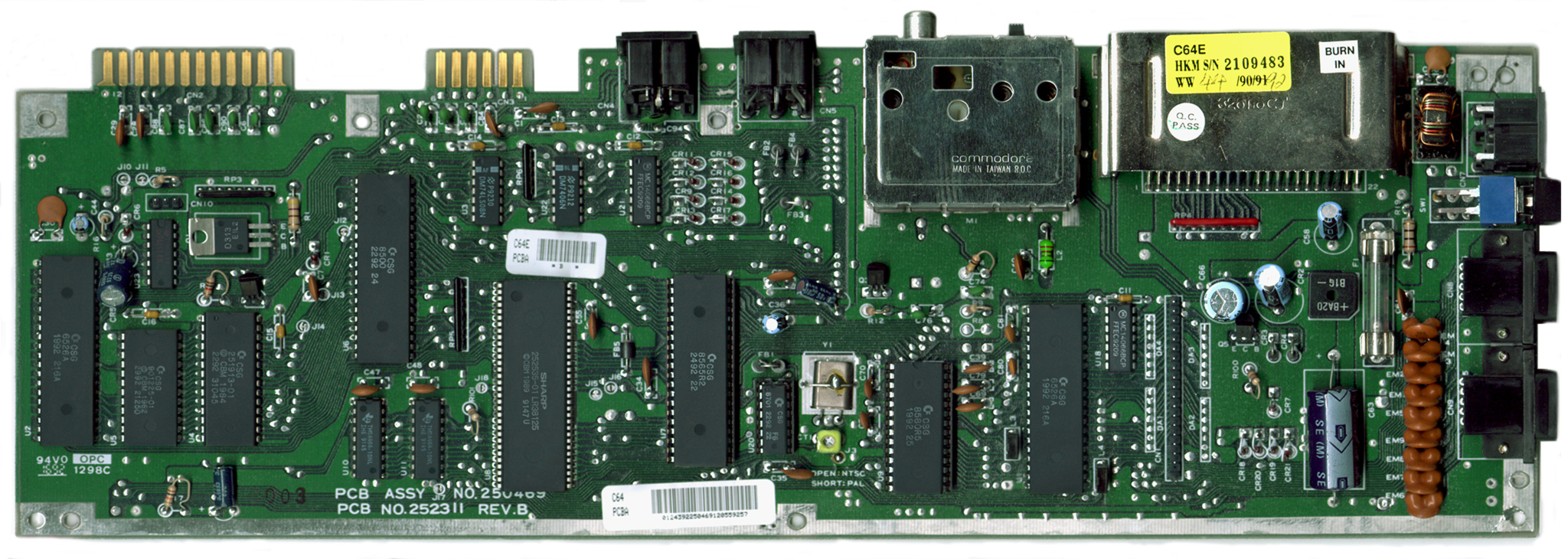
Материнская плата C64C («C64E» Rev B PAL 1992)

Снижение цены послужило толчком для пересмотра спецификации материнской платы C64. Снижение себестоимости продукции было необходимо, если Commodore хотела выжить в условиях ценовой войны и наступления эры 16-битных машин. Изначально основанная на NMOS-технологии, материнская плата подверглась двум серьёзным модификациям и нескольким более мелким изменениям, в результате чего изменилось местоположение процессоров VIC-II, SID, а также программируемого логического устройства. Значительный вклад в снижение цены дало уменьшение количества отдельных компонентов, таких как диоды и резисторы.
VIC-II производился по 5-микронной NMOS-технологии и работал с частотой 8 МГц. На такой высокой частоте он выделял много тепла, и MOS Technology использовала керамические корпуса DIP (т. н. «CERDIP»). Керамический корпус был дороже, но обеспечивал лучший теплоотвод, чем пластмассовый корпус.
После изменения конструкции в 1983 году VIC-II поместили в пластмассовый корпус, что существенно снизило цену, но не устранило проблемы тепловыделения. Без керамического корпуса VIC-II требовал установки радиатора. Чтобы не увеличивать цену, металлический экран, защищающий от электромагнитного излучения совместили с радиатором для VIC-II, несмотря на то что не все компьютеры оснащались такими экранами. Большинство C64, поставляемых в Европу, оснащались картонным электромагнитным экраном, покрытым слоем фольги. Эффективность этой картонки была сомнительной, хуже того, она ещё и перекрывала путь воздушным потокам, снимающим тепло с микросхем SID, VIC и PLA.
Звуковой процессор SID производился по 7-микронной (6-микронной на некоторых участках микросхемы) NMOS-технологии. Прототип и некоторые очень ранние промышленные образцы имели керамический корпус, но, в отличие от VIC-II, такие образцы встречались очень редко, так как с самого начала производства в 1982 году SID стали устанавливать в пластмассовый корпус.
В 1986 году Commodore выпустила последнюю модификацию «классической» материнской платы Commodore 64. В общем она была идентичной плате образца 1984 года, за исключением того, что вместо изначально использовавшихся восьми одинарных 64 Кбит модулей (64 kbit ×1) теперь использовались два счетверённых 64 Кбит модуля (64 kbit ×4) памяти типа DRAM.

### Проблемы питания
Commodore 64 использует внешний блок питания. Это позволило сохранить столь ценное свободное пространство внутри корпуса, однако сам блок питания с трудом обеспечивал потребности машины и время от времени выходил из строя по причине перегрева. Некоторые пользователи покупали блоки питания сторонних производителей, более мощные и с хорошим охлаждением. Роль источников питания от третьих фирм возросла, когда появилась периферия от Creative Micro Designs. C64, оборудованный картой расширения памяти или SuperCPU от CMD, потребляет больше энергии, чем способен предоставить штатный блок питания Commodore.

## Подключаемая аппаратура

Datasette — фирменный магнитофон для Commodore 64

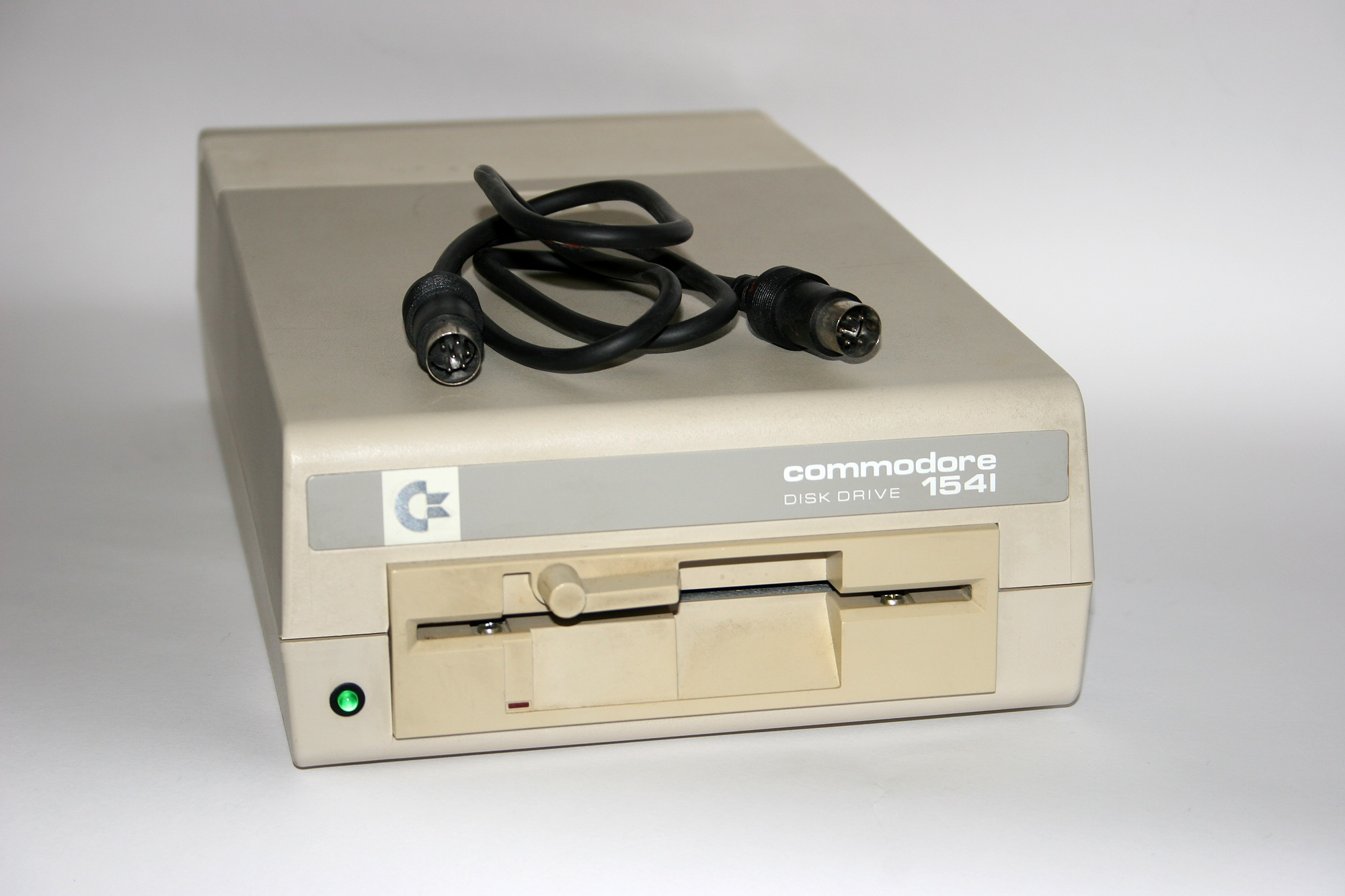
VC1541 — 5¼-дюймовый дисковод для Commodore 64

Для Commodore 64 выпускалось различное периферийное оборудование. В комплекте поставки был фирменный магнитофон, управляемый самим компьютером. Поскольку загрузка программ с магнитофонной кассеты занимала достаточно много времени, были придуманы загрузчики, ускоряющие этот процесс (например, популярной была программа Turbo 64).
Но по-настоящему функциональным компьютер становился при наличии дисковода. Наиболее распространённым был дисковод VC1541 и его модификации. Несмотря на то, что программы с него грузились иногда даже медленнее, чем с магнитофона, наличие собственных памяти и процессора у дисковода (и загрузчиков, ускоряющих процесс) позволяли компенсировать этот недостаток.

## Программное обеспечение
Программному обеспечению для Commodore 64 посвящена статья Программное обеспечение Commodore 64

## Снимки экрана

Стартовый экран Commodore 64
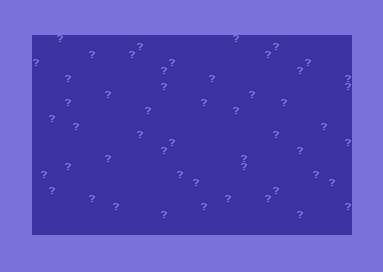
Скринсейвер Commodore 64
Multiplan[англ.] (Microsoft, 1983)

## Характеристики

### Внутреннее аппаратное обеспечение
- Микропроцессор:
  - MOS Technology 6510/8500 (является модифицированным процессором 6502 с интегрированным 6-битным портом ввода-вывода)
  - Частота: 1,023 МГц (в режиме NTSC) или 0,985 МГц (в режиме PAL)
- Видеочасть:
  - MOS Technology VIC-II (6567/8567 в модели, поддерживающей NTSC и 6569/8569 в модели, поддерживающей PAL);
  - Палитра: 16 оттенков цветов;
  - Текстовый режим: 40×25 символов; 256 определяемых пользователем символов (8×8 пикс. или 4×8 в многоцветном режиме, где 4 бита или 1 ниббл уходят на цвет фона);
  - Экранные режимы: 320×200 (2 цвета на знакоместо 8×8 пикс.), 160×200 (3 основных цвета и 1 цвет фона на знакоместо 4×8 пикс.);
  - 8 аппаратных спрайтов размером 24×21 пикселей (12×21 в многоцветном режиме);
  - Плавное перемещение растровой графики, управляемое по прерываниям.
- Звук:
  - MOS Technology 6581/8580 SID;
  - 3-канальный синтезатор с программируемой огибающей ADSR;
  - 8 полных октав;
  - 4 формы огибающей: треугольная (triangle), пила (sawtooth), пульсирующая (variable pulse), белый шум (noise);
  - Синхронизируемый осцилятор, позволяющий осуществлять кольцевую модуляцию сигнала. Используется для диссонантного звучания и негармонических эффектов;
  - Программируемый фильтр, имеющий режимы фильтрации: высоких частот, низких частот, произвольной полосы пропускания, узкополосной фильтрации.
- ОЗУ:
  - 64 КБ, из которых 38 911 байт доступны для хранения программ, написанных на Бейсике;
  - 500 байт в ОЗУ отведено для хранения палитры (1000 нибблов);
  - Расширяется до 320 КБ картой расширения памяти Commodore 1764, добавляющей дополнительные 256 КБ, при этом только 64 КБ оказываются доступными напрямую. Дело в том, что эта карта предназначена, главным образом, для ОС GEOS. Также можно воспользоваться специальными картами, добавляющими 128 КБ или 512 КБ в систему (первоначально они были разработаны для Commodore 128). Однако, пользователь должен купить для этого более мощный блок питания от другого производителя. В комплект же поставки карты Commodore 1764 блок питания уже включён. Компания Creative Micro Designs также производила карты расширения памяти до 2 МБ для Commodore 64 и Commodore 128, которые назывались 1750 XL. В действительности, технология позволяла поддерживать до 16 МБ, но 2 МБ — максимальный объём, который производился официально. Возможность расширения до 16 МБ появлялась и при использовании SuperCPU[англ.] от компании CMD.
- ПЗУ:
  - 20 КБ (9 КБ занимает Commodore BASIC 2.0, 7 КБ — KERNAL и 4 КБ занимает таблица символов, в которую входят два набора символов по 2 КБ)

### Порты ввода-вывода и источник питания
- Порты ввода-вывода:
  - 8-контактный разъём, выполненный в соответствии со стандартом (DIN), обеспечивающий вывод композитного видео, раздельный вывод яркости и цвета, а также ввод и вывод звука. (Некоторые ранние версии C64 имели 5-контактный разъём, в котором не было выходов для яркости и цвета.)
  - Встроенный радиочастотный модулятор с выходом на антенну через разъём RCA
  - два разъёма для джойстиков типа D-sub (совместимых с контроллером видеоприставки Atari 2600), каждый из которых поддерживает пять цифровых и два аналоговых входных сигнала. Среди имеющихся устройств есть цифровые джойстики, аналоговые paddle, световое перо, мышь Commodore 1351 и KoalaPad[англ.].
  - Слот расширения картриджами (слот-на-краю-печатной-платы[англ.] с разводкой для шины адресов и данных процессора 6510 и управляющих сигналов, таких как «земля» и напряжение; используется для подключения картриджей с ПО, карт памяти и многого другого)
  - Интерфейс для управления магнитофоном PET Datasette со скоростью передачи данных 300 бод (слот-на-краю-печатной-платы обеспечивает передачу сигналов управления двигателем магнитофона/чтением/записью/поиском, «земля» и напряжения +5 В; двигатель запитывается напрямую с контакта на плате)
  - Порт пользователя (слот-на-краю-печатной-платы, торцевой разъём с уровнями транзисторно-транзисторной логики TTL RS-232 сигналов, для модемов, и т. д.; байт-параллельный сигнал, который можно использовать для управления принтерами сторонних производителей, подключаемых по параллельному интерфейсу, а также другими устройствами; 17 логических сигналов, 7 контактов для «земли» и напряжения, включая 9 В переменного тока)
  - Последовательная шина (последовательная реализация шины IEEE-488, 6-контактный разъём) для подключения принтеров Commodore и дисководов.
- Источник питания: 5 В постоянного тока и 9 В переменного тока от внешнего «кирпича», подключаемого к 7-контактному DIN-разъёму «гнездо»

### Книги
- Commodore Business Machines, Inc., Computer Systems Division (1982). Commodore 64 Programmer’s Reference Guide. Self-published by CBM. ISBN 0-672-22056-3.
- Angerhausen, M.; Becker, Dr. A.; English, L.; Gerits, K. (1983, 84). The Anatomy of the Commodore 64. Abacus Software (US ed.) / First Publishing Ltd. (UK ed.). ISBN 0-948015-00-4 (UK ed.). German original edition published by Data Becker GmbH, Düsseldorf.
- Tomczyk, Michael (1984). The Home Computer Wars: An Insider’s Account of Commodore and Jack Tramiel. COMPUTE! Publications, Inc. ISBN 0-942386-75-2.
- Brian Bagnall. On the Edge: the Spectacular Rise and Fall of Commodore. — Variant Press, 2005. — С. 224—260. — ISBN 0-9738649-0-7.

### Статьи в журналах
- Ron Jeffries. A best buy for '83: Commodore 64 (англ.) // Creative Computing[англ.] : журнал. — 1983. — Январь (т. 9, № 1). — С. 21.
- Paul Wallich, Tekla S. Perry. Design case history: the Commodore 64 (недоступная ссылка — история) (англ.) // IEEE Spectrum : журнал. — 1985. — Март. — С. 48—58. — ISSN 0018-9235.

### Порталы в сети
- c64s.com — Каталог программ (игр) для C64, работающих в онлайн.
- Open Directory Project — Большая коллекция ссылок на тему Commodore: эмуляторы, проекты по разработке аппаратного обеспечения, игры
- c64.org Архивная копия от 20 августа 2012 на Wayback Machine — Очень полезный портал в плане ссылок
- Cocos (Commodore Computer Sitelist) — Огромная коллекция ссылок, связанных с C64 и демосценой
- hvsc.de — Коллекция музыки Commodore 64

### История
- Chronology of the Commodore 64 Computer — Автор Ken Polsson
- Commodore 64 memories and memorabilia — Фонд памяти, составленный пользователями Commodore 64
- The History of the Commodore 64 — Со страницы Stan Veit’а об истории ПК
- Commodore 64 history, manuals, and photos — Канадский WEB-сайт www.commodore.ca

### Разное
- PROTOVISION — Creating the Future — команда энтузиастов, продолжающих разрабатывать и распространять новые игры и оборудование для C64
- The Commodore 64 Preservation Project — проект, целью которого является сохранение в первоначальном виде ПО для Commodore 64, включая программы с защитой от копирования
- C64.sk — новости, связанные с демосценой C64 (новые программы, события и т. д.)
- Contiki — Contiki, многозадачная операционная система с открытыми исходным кодом для C64, написана Адамом Данкельсом.
- C64 — C64 на автобусной станции в Брисбене (Австралия).